# Анхель Еспіноса
Анхель Еспіноса Капо (ісп. Angel Espinosa Capo; 2 жовтня 1966, Ольгін — † 12 квітня 2017, Маямі-Дейд) — кубинський боксер, чемпіон світу, Панамериканських ігор та Ігор Центральної Америки і Карибського басейну.

## Спортивна кар'єра
1983 року на молодіжному чемпіонаті світу Анхель Еспіноса став чемпіоном.
1984 року пропустив Олімпіаду в США через бойкот країнами соціалістичного табору.
1985 року пропустив Кубок світу в Сеулі через бойкот Південної Кореї Кубою.
1986 року став чемпіоном світу в категорії до 71 кг, здобувши чотири перемоги, у тому числі у півфіналі над Манвелом Аветисяном (СРСР) та у фіналі над Енріко Ріхтер (НДР). Через місяць став чемпіоном Ігор Центральної Америки і Карибського басейну.
1987 року здобув перемогу на Панамериканських іграх.
Олімпіаду 1988 в Сеулі знов пропустив через бойкот Південної Кореї Кубою.
На чемпіонаті світу 1989 в категорії до 75 кг переміг Войцеха Міцяка (Польща), Енріко Ріхтера (НДР) та Свена Оттке (ФРН), а у фіналі програв Андрію Курнявка (СРСР).
На Олімпійських іграх 1992 в категорії до 81 кг Еспіноса переміг Мехмета Гюргена (Туреччина) — RSC-3 та Роберто Кастеллі (Італія) — RSCH-1, а у чвертьфіналі програв Войцеху Бартніку (Польща) — 3-9, після чого завершив виступи.